# Rax
Rax er et bjergmassiv i de nordlige Kalkalper på grænsen mellem de østrigske delstater Steiermark og Niederösterreich.
Den højeste bjergtop i massivet er Heukuppe med en højde på 2.007 moh., der ligger i Steiermark. Det højeste bjertop i massivet i Niederösterreich er Scheibwaldhöhe med en højde på 1.943 m. Rax regnes sammen med det nærliggende Schneeberg som Wiens husbjerge (Wiener Hausberge).
Rax indgår i Wiens drikkevandsforsyning, idet der via en vandledning ledes drikkevand til byen fra Rax. Vandledningen blev etableret i 1873.
Svævebanen Raxseilbahn, som påbegyndtes i 1925, var den første svævebane i det nuværende Østrigs område. Banen udgår fra byen Hirschwang fra en højde på 528 moh. til 1.546 moh. Banen har en længde på 2.160 m.